# Marian Dziewoński
Marian Dziewoński (ur. 27 sierpnia 1918 w Świątnikach Górnych, zm. 7 lipca 1979) – polski architekt.

## Życiorys
W 1949 ukończył studia na Wydziale Architektury Politechniki Krakowskiej, projektował budynki mieszkalne i użyteczności publicznej. W 1954 został kierownikiem zespołu i generalnym projektantem planu zespołu miast i osiedli GOP. Od 1962 wykładał projektowanie regionalne na Studium Podyplomowym Politechniki Krakowskiej, a trzy lata później na Oddziale Architektury Politechniki Śląskiej. Prowadził prace badawcze dotyczące tzw. problemów węzłowych dotyczących zagospodarowania nieużytków poprzemysłowych i przeobrażeń przestrzennych w obszarach przemysłowych i zdegradowanych. Był członkiem Stowarzyszenia Architektów Polskich (SARP), Towarzystwa Urbanistów Polskich i katowickiego oddziału Komisji Urbanistyki i Architektury Polskiej Akademii Nauk.

## Dorobek architektoniczny (wybrane)
- Kościół Najświętszej Maryi Panny Królowej Świata w Zakopanem (1956-1968);
- Osiedle Tysiąclecia w Katowicach (1958-1979) z Henrykiem Buszko i Tadeuszem Szewczykiem.